# Железная дорога Клоога — Клоогаранна
Железная дорога Клоога — Клоогаранна — участок железной дороги в северной Эстонии, протяженностью 3,4 км. Дорога была построена в 1960 году. Дорога связывает посёлок Клоога с населённым пунктом Клоогаранна с частной застройкой и общественным пляжем Клоогаранд. Дорога электрифицирована по всей длине.

## Пассажирские перевозки
По железной дороге Клоога — Клоогаранна проходит линия пассажирских поездов Таллин — Клоогаранна.